# 効果
効果（こうか、英: effect）は、一般的にある特定の行為、動作、操作、作用によって起こった、ある特定の好ましい現象をいう。
科学の実験でおこった現象や営業、宣伝展開、スポーツでのポイントの取得など、さまざまな場面で、「効果があった」という言い方がされる。

## 科学の効果
ある原因から明確な因果関係による結果として生じる現象を効果といい、諸分野において「何々効果」と命名されているものが多数ある。結果が「好ましい」かどうかは問わない。例えば温室効果など。

## 演劇等における効果
演劇など舞台や劇場などで、その場面にふさわしい状況を人為的につくることをいう。

## 格闘技における効果

### 柔道
柔道における「効果」は、投げ技等において「相手を制しながら速さと強さをもって片方の肩、尻、大腿部が畳につくように投げたとき」または、抑え込みにおいて「10秒以上15秒未満抑え込んだとき」に与えられていたポイント（旧国際柔道連盟試合審判規定）。
かつては、国際ルールで効果が与えられていたが、2009年1月1日より「効果」は廃止された。これにより、上記にある、「片方の肩、尻、大腿部が畳につくように投げたとき」や「抑え込み時間が15秒未満のとき」には、いずれのポイントも与えられなくなった。

### 空道
空道においては、
- 投げの後に相手に防御されずに即座に「極め」をいれた場合
- 寝技でマウント、バック、ニーインザベリーの状態から「極め」を入れた場合
- 畳がなければ効果的な攻撃になったと思われる「強く、鮮やかな投げ」があった場合
- 打撃による攻防でダウンは奪えなかったが打撃が強烈に決まった場合

これらの場合効果のポイントが与えられる。